# Football aux Jeux d'Asie du Sud-Est
Le football est une discipline des Jeux d'Asie du Sud-Est depuis la première édition en 1959 (dénommés alors Jeux d'Asie du Sud-Est péninsulaire). La compétition de football féminin a eu lieu pour la première fois en 1985 en Thaïlande.
Entre 2001 et 2015, la limite d'âge pour les équipes masculines était de moins de 23 ans avec la possibilité de sélectionner jusqu'à trois joueurs plus âgés pour chaque équipe.
Depuis les Jeux d'Asie du Sud-Est de 2017, la limite d'âge pour les équipes masculines est de moins de 22 ans. Aux Jeux d'Asie du Sud-Est de 2019, deux joueurs plus âgés étaient autorisés pour chaque équipe. Aux Jeux d'Asie du Sud-Est de 2021 (joués en 2022), la limite est modifiée pour passer à 23 ans, avec 3 joueurs plus âgés autorisés.
La Thaïlande et le Vietnam sont les deux seules nations à avoir remporté au moins deux médailles d'or dans les tournois masculin et féminin.

## Palmarès

### Hommes
| Année                                                                                    | Ville                                 | Médaille d’or      | Médaille d’argent | Médaille de bronze    |
| ---------------------------------------------------------------------------------------- | ------------------------------------- | ------------------ | ----------------- | --------------------- |
| 1959                                                                                     | Bangkok                               | Sud-Vietnam        | Thaïlande         | Malaisie              |
| 1961                                                                                     | Rangoun                               | Malaisie           | Birmanie          | Thaïlande Sud-Vietnam |
| 1965                                                                                     | Kuala Lumpur                          | Birmanie Thaïlande | non attribué      | Sud-Vietnam           |
| 1967                                                                                     | Bangkok                               | Birmanie           | Sud-Vietnam       | Thaïlande             |
| 1969                                                                                     | Rangoun                               | Birmanie           | Malaisie          | Laos Malaisie         |
| 1971                                                                                     | Kuala Lumpur                          | Birmanie           | Thaïlande         | Thaïlande Sud-Vietnam |
| 1973                                                                                     | Singapour                             | Birmanie           | Sud-Vietnam       | Malaisie              |
| 1975                                                                                     | Bangkok                               | Thaïlande          | Malaisie          | Birmanie Singapour    |
| 1977                                                                                     | Kuala Lumpur                          | Malaisie           | Thaïlande         | Thaïlande             |
| 1979                                                                                     | Jakarta                               | Malaisie           | Indonésie         | Birmanie              |
| 1981                                                                                     | Manille                               | Thaïlande          | Malaisie          | Thaïlande             |
| 1983                                                                                     | Singapour                             | Thaïlande          | Singapour         | Malaisie              |
| 1985                                                                                     | Bangkok                               | Thaïlande          | Singapour         | Malaisie              |
| 1987                                                                                     | Jakarta                               | Indonésie          | Malaisie          | Thaïlande             |
| 1989                                                                                     | Kuala Lumpur                          | Malaisie           | Singapour         | Indonésie             |
| 1991                                                                                     | Manille                               | Indonésie          | Thaïlande         | Singapour             |
| 1993                                                                                     | Singapour                             | Thaïlande          | Birmanie          | Singapour             |
| 1995                                                                                     | Chiang Mai                            | Thaïlande          | Viêt Nam          | Singapour             |
| 1997                                                                                     | Jakarta                               | Thaïlande          | Indonésie         | Viêt Nam              |
| 1999                                                                                     | Bandar Seri Begawan                   | Thaïlande          | Viêt Nam          | Indonésie             |
| Sélections olympiques (joueurs de moins de 23 ans avec trois joueurs au-dessus de l'âge) |                                       |                    |                   |                       |
| 2001                                                                                     | Kuala Lumpur                          | Thaïlande (en)     | Malaisie (en)     | Birmanie (en)         |
| 2003                                                                                     | Hanoï / Hô-Chi-Minh-Ville             | Thaïlande (en)     | Viêt Nam (en)     | Malaisie (en)         |
| 2005                                                                                     | Manille                               | Thaïlande (en)     | Viêt Nam (en)     | Malaisie (en)         |
| 2007                                                                                     | Nakhon Ratchasima                     | Thaïlande (en)     | Birmanie (en)     | Singapour (en)        |
| 2009                                                                                     | Vientiane                             | Malaisie (en)      | Viêt Nam (en)     | Singapour (en)        |
| 2011                                                                                     | Jakarta / Palembang                   | Malaisie (en)      | Indonésie         | Birmanie (en)         |
| 2013                                                                                     | Naypyidaw                             | Thaïlande (en)     | Indonésie         | Singapour (en)        |
| 2015                                                                                     | Singapour                             | Thaïlande (en)     | Birmanie (en)     | Viêt Nam (en)         |
| Sélections olympiques (joueurs de moins de 22 ans avec trois joueurs au-dessus de l'âge) |                                       |                    |                   |                       |
| 2017                                                                                     | Kuala Lumpur                          | Thaïlande (en)     | Malaisie (en)     | Indonésie             |
| Sélections olympiques (joueurs de moins de 22 ans avec deux joueurs au-dessus de l'âge)  |                                       |                    |                   |                       |
| 2019                                                                                     | Manille                               | Viêt Nam (en)      | Indonésie         | Birmanie (en)         |
| Sélections olympiques (joueurs de moins de 23 ans avec trois joueurs au-dessus de l'âge) |                                       |                    |                   |                       |
| 2021                                                                                     | Hanoï / Việt Trì / Nam Định / Cẩm Phả | Viêt Nam (en)      | Thaïlande (en)    | Indonésie             |
| Sélections olympiques (joueurs de moins de 22 ans avec aucun joueur au-dessus de l'âge)  |                                       |                    |                   |                       |
| 2023                                                                                     | Phnom Penh                            | Indonésie          | Thaïlande (en)    | Viêt Nam (en)         |

### Femmes
| Année | Ville                                 | Médaille d’or | Médaille d’argent | Médaille de bronze |
| ----- | ------------------------------------- | ------------- | ----------------- | ------------------ |
| 1985  | Bangkok                               | Thaïlande     | Singapour         | Philippines        |
| 1995  | Chiang Mai                            | Thaïlande     | Malaisie          | Birmanie           |
| 1997  | Jakarta                               | Thaïlande     | Birmanie          | Viêt Nam           |
| 2001  | Kuala Lumpur                          | Viêt Nam      | Thaïlande         | Birmanie           |
| 2003  | Hanoï / Hô-Chi-Minh-Ville             | Viêt Nam      | Birmanie          | Thaïlande          |
| 2005  | Manille                               | Viêt Nam      | Birmanie          | Thaïlande          |
| 2007  | Nakhon Ratchasima                     | Thaïlande     | Viêt Nam          | Birmanie           |
| 2009  | Vientiane                             | Viêt Nam      | Thaïlande         | Birmanie           |
| 2013  | Naypyidaw                             | Thaïlande     | Viêt Nam          | Birmanie           |
| 2017  | Kuala Lumpur                          | Viêt Nam      | Thaïlande         | Birmanie           |
| 2019  | Manille                               | Viêt Nam      | Thaïlande         | Birmanie           |
| 2021  | Hanoï / Việt Trì / Nam Định / Cẩm Phả | Viêt Nam      | Thaïlande         | Philippines        |
| 2023  | Phnom Penh                            | Viêt Nam      | Birmanie          | Thaïlande          |

## Tableau des médailles
| Nation      | Or | Argent | Bronze | Total |
| Thaïlande   | 21 | 11     | 8      | 40    |
| Viêt Nam    | 11 | 9      | 7      | 27    |
| Malaisie    | 6  | 6      | 7      | 20    |
| Birmanie    | 5  | 8      | 12     | 25    |
| Indonésie   | 3  | 5      | 5      | 13    |
| Singapour   | 0  | 4      | 7      | 11    |
| Philippines | 0  | 0      | 2      | 2     |
| Laos        | 0  | 0      | 1      | 1     |